# Maps.me
Maps.me (appelé MAPS. ME ) est une application mobile pour Android, iOS et BlackBerry qui fournit des cartes hors ligne à l'aide de données OpenStreetMap. Elle était anciennement connue sous le nom de MapsWithMe . En novembre 2014, elle a été acquise par Mail.Ru Group et est devenue une partie de sa marque My.com. En septembre 2015, l'application était open source. Tout d'abord, toute l'équipe a développé une application en Biélorussie et en Suisse. Maps.me a été fondée par Yury Melnichek, Alexander Borsuk, Viktor Govako et Siarhei Rachytski. Sous la direction d'Alexander, MapsWithMe a obtenu ses premiers 2,5 millions d'utilisateurs dans le monde. Yury Melnichek a dirigé le projet de novembre 2013 à avril 2016, date à laquelle Evgeny Lisovskiy a pris la relève. Début 2017, la philosophie de l'application a changé, l'amenant à être financée par des publicités. En novembre 2020, le groupe Mail.ru a vendu Maps.me à Daegu Limited .

## Acquisitions d'entreprises

### MapsWithMe GmbH
L'application a été initialement développée par MapsWithMe GmbH, basée à Zurich, avec un bureau de développement à Minsk .
En 2012, MapsWithMe est arrivée première dans le concours Startup Monthly à Vilnius. L'équipe a remporté un stage de neuf semaines dans la Silicon Valley.

### Groupe Mail.ru
En novembre 2014, Maps.me a été acquise par Mail.Ru Group pour 542 millions de roubles (environ 14 millions de dollars à l'époque) à intégrer à My.com, et l'application a été créée gratuitement. L'équipe d'ingénierie a été transférée au bureau du groupe Mail.Ru à Moscou pour continuer à travailler sur le projet.
En 2019, son chiffre d'affaires s'élevait à 159 millions de roubles (2,5 millions de dollars) avec une perte d'EBITDA de 25 millions de roubles (0,39 million de dollars).

### Daegu Ltd et partenaires
Le 2 novembre 2020, Daegu Limited a acheté Maps.me pour 1,56 milliard de roubles russes (environ 20 millions de dollars américains au taux de change de 2020). Daegu Limited fait partie du groupe Parity.com.
À la question de savoir qui est vraiment responsable, il y a deux groupes principaux impliqués. Le premier est Parity.com AG, qui fait partie de Convexity Holdings AG de Suisse. Le second est le groupe mondial TMF, un partenaire du groupe Parity.com, qui a un bureau à Chypre.
En ce qui concerne les magasins d'applications d'Android et d'Apple, il y a Maps. Me (Chypre) Limited et Stolmo Limited. Concernant la politique de maps.me   tous deux correspondent à la responsabilité du groupe TMF dans le même bureau à Nicosie .
Selon les moteurs de recherche, il n'y a toujours aucune preuve visible de ce qu'est Daegu Limited et si Parity.com AG est identique à Parity.com Group.
En résumé, cinq entreprises sont actuellement impliquées: Daegu Ltd, Parity.com AG / Group, TMF Group, Stolmo Ltd, Maps.me (Cyprus) Ltd.

## Voir également
- Comparaison des logiciels GPS commerciaux